# Santa Eufemia (Argentina)
Santa Eufemia es una localidad y municipio ubicada en la zona centro-sur de la provincia de Córdoba, Argentina, en el departamento Juárez Celman; a 240 km de la Ciudad de Córdoba, capital de la provincia, sobre la Ruta Provincial 4, entre las localidades de Chazón y La Carlota.
La palabra eufemia está formada con raíces griegas y significa "cualidad de hablar bien". Sus componentes léxicos son: el prefijo eu (bien), phemi (hablar), más el sufijo -ia (cualidad). Ver: prefijos, sufijos, otras raíces griegas, eufemismo y también eufonia.
Según el censo 2022 registro 2668 habitantes (Indec, 2022), lo que representa un incremento del 9,5% frente a los 2415 habitantes (Indec, 2010)  En 2010 se registraron 712 viviendas.

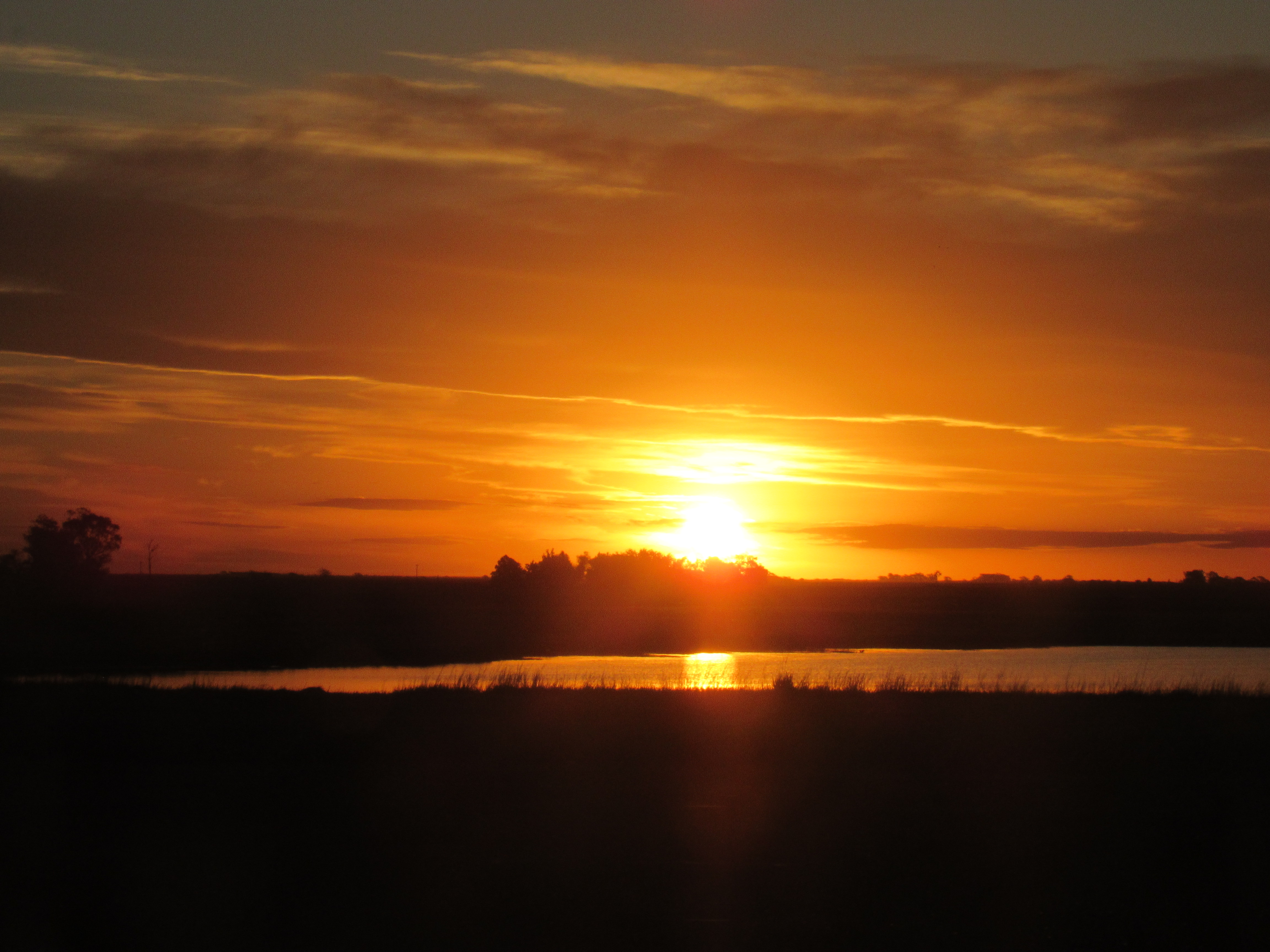
Atardecer cerca de Santa Eufemia, desde la ruta 4

Es un centro agrícola-ganadero. Sus principales cultivos son maní, soja y maíz. En cuanto a la ganadería, en la región existen importantes explotaciones tamberas, hacienda de cría e invernada de novillos y en los últimos años de ganado porcino.
Es un territorio de gran fertilidad por su ubicación en la región de la Pampa Húmeda, teniendo así la posibilidad de una agricultura y una ganadería extensivas.
La localidad cuenta con 1 equipo de fútbol, el Club Sportivo Rural que compite en la Liga Regional Dr Adrian Beccar Varela.

## Toponimia
En un principio la localidad era denominada Colonia Pelleschi. Su actual designación es en honor a la madre del fundador Pedro Pelleschi, también dicen que es honor a su hija Eufemia.

## Instituciones educativas
La localidad cuenta con dos jardines de infantes: Rosario Vera Peñaloza y Bernardino Rivadavia, donde los niños de 3, 4 y 5 años reciben educación.
El nivel primario cuenta con dos instituciones: Bernardino Rivadavia y Belisario Roldán, ambas centenarias, habiendo sido la primera fundada en 1899.
El Instituto Secundario Doctor Manuel Belgrano imparte la educación secundaria. Su orientación curricular es en economía y gestión de las organizaciones.
También existe un Centro Educativo para adultos (CENMA).

## Cooperativas de servicios
Son dos las cooperativas de servicios en Santa Eufemia: la de Servicios Telefónicos y la de Electricidad.
La primera nació en el año 1964 para satisfacer las necesidades de comunicación de los vecinos, integrándose al sistema de telediscado nacional en 1987. Con el tiempo amplió sus servicios con la instalación de teléfonos públicos, telefonía rural e Internet.
La segunda es la más antigua en el lugar y comenzó a brindar electricidad en 1950. Desde entonces, el progreso fue evidente y la institución agregó los servicios de líneas rurales, alumbrado público, red de agua corriente, servicio de sepelio y ambulancia y la inauguración de un moderno edificio para la administración y la atención al público.

## Figuras destacadas
- Germán Ezequiel Rivarola (1979-): exfutbolista de Rosario Central, recordado por un legendario gol en un clásico rosarino.